# Medicine Hat Tigers
Medicine Hat Tigers je kanadský juniorský klub ledního hokeje, který sídlí v Medicine Hat v provincii Alberta. Od roku 1970 působí v juniorské soutěži Western Hockey League. Své domácí zápasy odehrává v hale Canalta Centre s kapacitou 7 100 diváků. Klubové barvy jsou oranžová a černá.
Nejznámější hráči, kteří prošli týmem, byli např.: Jason Chimera, Trevor Linden, Vladimír Sičák, Jay Bouwmeester, Chris Osgood, Lanny McDonald, Greg Carroll, Derek Boogaard, Craig Berube, Tomáš Kundrátek, Joffrey Lupul, Ryan Hollweg, Zdeněk Okál, Tomáš Netík, Doug Houda, Martin Cibák, Adam Courchaine, Tyler Ennis nebo Marek Langhamer.

## Úspěchy
- Vítěz Memorial Cupu ( 2× )
  - 1987, 1988
- Vítěz WHL ( 5× )
  - 1972/73, 1986/87, 1987/88, 2003/04, 2006/07

## Přehled ligové účasti
Zdroj: 
- 1970–1976: Western Canada Hockey League (Západní divize)
- 1976–1978: Western Canada Hockey League (Centrální divize)
- 1978–1979: Western Hockey League (Centrální divize)
- 1979–1995: Western Hockey League (Východní divize)
- 1995– : Western Hockey League (Centrální divize)